# Vulcanoctopus hydrothermalis
Vulcanoctopus hydrothermalis – gatunek głowonoga z rodziny ośmiornicowatych (Octopodidae) opisany naukowo w 1998 roku na podstawie 2 osobników złowionych na głębokości 2640 m p.p.m. w pobliżu ujścia hydrotermalnego Grzbietu Wschodniopacyficznego. Jest to gatunek endemiczny, bentalny, pierwszy ze znanych nauce głowonogów, przystosowany do życia w tak ekstremalnym środowisku.

## Etymologia
Nazwa rodzaju nawiązuje do rzymskiego boga Wulkana (łac. Vulcanus), octopus oznacza ośmiornicę, a epitet gatunkowy hydrothermalis wskazuje na związek z ekosystemem wokół hydrotermalnych kominów oceanicznych.

## Budowa
Ciało tej ośmiornicy jest białe, prawie przejrzyste, pozbawione chromatoforów. Ramiona długie, bez wyrostków (cirri). Ich długość jest 2,5–4 razy większa od długości płaszcza. Oko funkcjonalnie uwstecznione, bez śladu tęczówki. Brak woreczka czernidłowego. Prawe ramię III pary jest przekształcone w hektokotylus. Płaszcz holotypu ma długość 35 mm. Płaszcze osobników złowionych w późniejszych ekspedycjach miały od 22 do 56 mm długości.

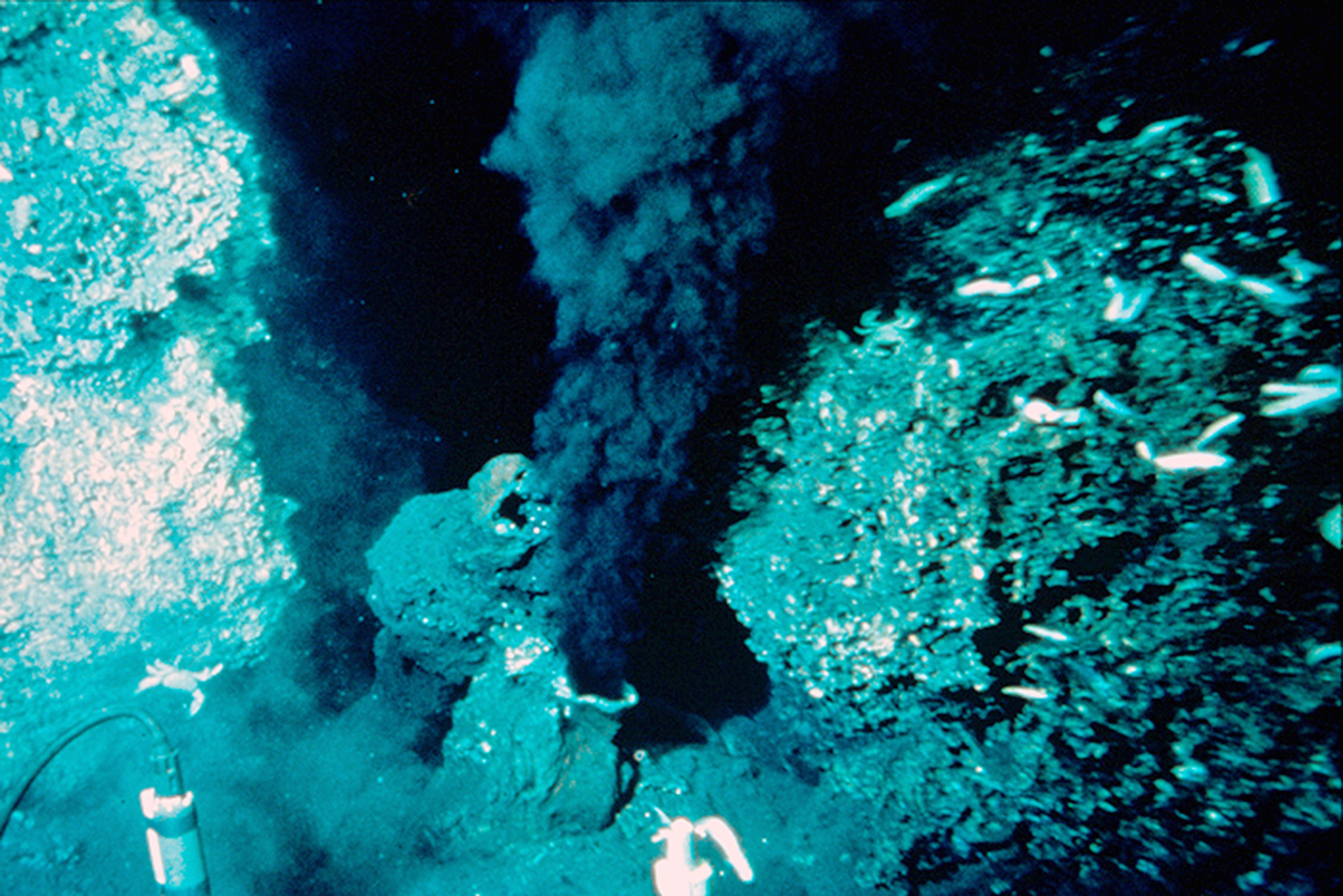
Komin hydrotermalny w obrębie Grzbietu Wschodniopacyficznego

## Biologia i ekologia
Biologia tego gatunku nie została zbadana. Wszystkie osobniki złowione w czasie pierwszych ekspedycji były samcami.
Osobniki sfilmowane w 1999 roku na głębokości 2600–2650 m p.p.m. na północ od miejsca znanego jako Genesis przebywały na bazaltowych skałach pokrytych związkami siarki i koloniami rurkoczułkowców Riftia pachyptila, wieloszczetów z rodziny Alvinellidae i małży. W ich otoczeniu przebywały dziesięcionogi oraz ryby z rodziny węgorzycowatych.
Ośmiornice nie reagowały na światła kamery i zdawały się korzystać głównie ze zmysłów dotyku i węchu. Pełzały powoli na rozpostartych ramionach. Dwie pierwsze pary ramion wykorzystywały do badania terenu, a dwie pozostałe jako napęd. Osobniki zaniepokojone obecnością kamery ukryły się wśród rurkoczułkowców, w nierównościach podłoża lub odpłynęły. Nie stwierdzono u nich zmian ubarwienia. Wszystkie obserwowane osobniki poruszały się po dnie, jedynie w czasie ucieczki unosiły się w wodzie.
Dopiero w 2008 roku złowiono pierwszą samicę (na głębokości 2832 m).